# Барлукское сельское поселение
Барлукское сельское поселение или Барлукское муниципальное образование — муниципальное образование со статусом сельского поселения в Куйтунском районе Иркутской области России. Административный центр — Барлук.

## Население
| 2010  | 2011  | 2012  | 2013  | 2014  | 2015  | 2016  |
| ----- | ----- | ----- | ----- | ----- | ----- | ----- |
| 1701  | ↘1693 | ↘1668 | ↘1632 | ↘1614 | ↘1583 | ↘1554 |
| 2017  |       |       |       |       |       |       |
| ↘1510 |       |       |       |       |       |       |

По результатам Всероссийской переписи населения 2010 года численность населения муниципального образования составила 1701 человек, в том числе 810 мужчин и 891 женщина.

## Населённые пункты
В состав муниципального образования входят населённые пункты:
- Барлук
- Броды
- Бурук
- Окинский

На территория муниципального образования существовали населённые пункты Яда (Старая Яда) и Новая Яда.